# Adler's Appetite
Gli Adler's Appetite sono stati un supergruppo statunitense nato dalla collaborazione tra Steven Adler e Keri Kelli.

## Storia del gruppo
Steven Adler (batterista dei Guns N' Roses) e Keri Kelli (chitarrista degli Alice Cooper) hanno unito i loro intenti nel 2003 fondando il progetto Adler's Appetite, inizialmente chiamato Suki Jones. La formazione originaria era completata da Jizzy Pearl (voce), Jamie Bloomer (chitarra), Brent Muscat (chitarra) e Robbie Crane (basso). Muscat (membro anche dei Faster Pussycat), che lascia il gruppo definitivamente nel 2004, viene in pratica subito sostituito da Erik Turner (già nei Warrant). Anche gli altri componenti del gruppo, via via, saranno sostituiti continuamente. Nel 2005 il gruppo pubblica un EP omonimo. Nell'ottobre dello stesso anno, a causa dei vari impegni dei diversi musicisti nelle rispettive band principali, il gruppo subisce un'ulteriore modifica nella line-up. A queste difficoltà nel riscontrare una pianta stabile nel gruppo si aggiungono i problemi di droga di Adler e così gli altri musicisti si ritirano dal progetto. Il tour viene completato con esibizioni di cover dei Guns N'Roses.
Nel maggio 2006 il gruppo ritorna sulle scene come gruppo spalla dei Faster Pussycat per alcune date. Nel 2007 viene diffusa su internet una canzone inedita dal titolo Sadder Days. Una volta che il gruppo si riforma nuovamente, alla vigilia di un tour, Adler ricade nei suoi problemi di salute e il gruppo si scioglie definitivamente nella primavera del 2007. Nel periodo 2009-2011 vengono tenuti alcuni concerti.

## Membri
La formazione del gruppo non ha seguito quasi mai una linea stabile. I principali componenti del gruppo, nei diversi periodi di attività, sono stati:
- Steven Adler - batteria, percussioni
- Robbie Crane - basso
- Keri Kelli - chitarra
- Brent Muscat - chitarra
- Jizzy Pearl - voce
- Sean Crosby - voce
- Sheldon Tarsha - voce
- Chip Z'Nuff - basso
- JT Longoria - chitarra
- Michael Thomas - chitarra
- Colby Veil - voce
- Kristy Majors - chitarra
- Alex Grossi - chitarra
- Rick Stitch - voce
- Lonny Paul - chitarra
- Patrick Stone - voce

## Discografia

### EP
- 2005 - Adler's Appetite
- 2012 - Alive